# Žíchovec
Žíchovec je malá vesnice, část městyse Strunkovice nad Blanicí v okrese Prachatice v Jihočeském kraji. Nachází se asi jeden kilometr jihozápadně od Strunkovic nad Blanicí, nad ústím Libotyňského potoka do řeky Blanice. Prochází zde silnice II/141. Je zde evidováno 21 adres. V roce 2011 zde trvale žilo patnáct obyvatel. Nachází se zde dětský domov.
Žíchovec je také název katastrálního území o rozloze 2,67 km².

## Historie
První písemná zmínka o vesnici pochází z roku 1334.

## Obyvatelstvo
| Rok            | 1869 | 1880 | 1890 | 1900 | 1910 | 1921 | 1930 | 1950 | 1961 | 1970 | 1980 | 1991 | 2001 | 2011 | 2021 |
| -------------- | ---- | ---- | ---- | ---- | ---- | ---- | ---- | ---- | ---- | ---- | ---- | ---- | ---- | ---- | ---- |
| Počet obyvatel | 116  | 140  | 90   | 119  | 103  | 127  | 103  | 83   | 109  | 53   | 62   | 31   | 22   | 15   | 43   |
| Počet domů     | 17   | 17   | 17   | 18   | 15   | 15   | 17   | 19   | 19   | 18   | 15   | 19   | 19   | 20   | 16   |

## Obecní správa
Při sčítání lidu v letech 1850–1899 Žíchovec byl osadou obce Blanice v okrese Písek. V letech 1900–1952 byl samostatnou obcí v okrese Písek. Od roku 1953 je částí městyse Strunkovice nad Blanicí v okrese Prachatice.

## Pamětihodnosti
- Kaplička svatého Jana Nepomuckého, na severním okraji vesnice při silnici do Strunkovic